# Anders Svensson (affärsman)
Anders Svensson, född 1975, är en finländsk företagsledare. Svensson är Konecranes VD och koncernchef. I januari 2025 meddelades det att han tillträder som VD och koncernchef för Hexagon den 20 juli 2025. 
Innan han började på Konecranes arbetade han i nästan 15 år på Sandvik och ledde olika enheter, bland annat affärsområdet Rock Processing Solutions.